# Loreto Vidal
Rossana Loreto Vidal Hernández, conocida comúnmente como Loreto Vidal (Valdivia, 9 de abril de 1970) es una enfermera, abogada, académica y política chilena que fue integrante de la Convención Constitucional de Chile.
Es magíster en enfermería además de abogada con un postgrado en bioética. También es directora ejecutiva de la corporación "Sempiterno", la cual ayuda a personas en situación de calle. Asimismo, ha sido docente de la Universidad San Sebastián, de la Universidad de las Américas, de la Universidad Andrés Bello, ad honorem en la Universidad de Concepción y docente de ética digital en el Centro de Innovación Latinoamericana.

## Carrera política
Inscribió su candidatura en las elecciones de convencionales constituyentes de 2021 como independiente en La Lista del Pueblo y llegó siendo la con mayor cantidad de patrocinios al interior de este grupo, en el distrito 20 de la Región del Bío Bío. Finalmente, resultó electa con 11.533 votos.[cita requerida]
Formó parte, junto a otros convencionales del área de la salud y el Colegio Médico de Chile, de un equipo de expertos que redactó un protocolo sanitario para la Convención, a raíz de la pandemia de COVID-19.
El 26 de julio de 2021 renunció a La Lista del Pueblo, siendo la segunda convencional constituyente en abandonar dicha agrupación luego que Elisa Giustinianovich realizara lo mismo a inicios del mismo mes.
Su renuncia se indica que fue a raíz de que ya no se sentía representada por la lista, debido a falta de diálogo del sector con el resto de las fuerzas políticas.

## Historial electoral
| Año  | Tipo                          | Territorio    | Pacto               | Partido | Votos  | %   | Resultado    |
| ---- | ----------------------------- | ------------- | ------------------- | ------- | ------ | --- | ------------ |
| 2021 | Convencionales constituyentes | 20.º distrito | La Lista del Pueblo | Ind.    | 11 533 | 3.8 | Convencional |